# Chad Mullen
Chad Mullen (Calgary, 3 giugno 1974) è un ex sciatore alpino canadese.

## Biografia
Mullen, originario di Banff, è fratello di Megan e cugino di Cary, a loro volta sciatori alpini. Debuttò in campo internazionale in occasione dei Mondiali juniores di Geilo/Hemsedal 1991; esordì in Coppa del Mondo il 26 febbraio 1995 a Whistler in supergigante, senza completare la prova, e ai Campionati mondiali a Sestriere 1997, sua unica presenza iridata, dove non completò lo slalom gigante. Nella stagione 1999-2000 in Nor-Am Cup ottenne i suoi ultimi podi (tra i quali la vittoria nel supergigante di Whistler del 6 marzo) e vinse la classifica di supergigante; si ritirò all'inizio della stagione 2000-2001 e le sue ultime due gare in carriera furono le prove di Coppa del Mondo disputate il 3 dicembre a Vail/Beaver Creek, il supergigante nel quale ottenne il suo miglior piazzamento nel circuito (45º), e il 9 dicembre a Val-d'Isère, la discesa libera che chiuse al 56º posto.

## Palmarès

### Nor-Am Cup
- Vincitore della classifica di supergigante nel 2000
- 8 podi (dati dalla stagione 1994-1995):
  - 3 vittorie
  - 2 secondi posti
  - 3 terzi posti

#### Nor-Am Cup - vittorie
| Data             | Località      | Paese       | Specialità |
| ---------------- | ------------- | ----------- | ---------- |
| 9 dicembre 1995  | Lake Louise   | Canada      | SG         |
| 12 febbraio 1996 | Crested Butte | Stati Uniti | SG         |
| 6 marzo 2000     | Whistler      | Canada      | SG         |

Legenda:

SG = supergigante

### Far East Cup
- 2 podi (dati dalla stagione 1994-1995):
  - 2 secondi posti

### Campionati canadesi
- 4 medaglie (dati dalla stagione 1994-1995):
  - 4 bronzi (slalom gigante nel 1995; slalom gigante nel 1996; supergigante nel 1998; supergigante nel 1999)